# 69 sixty nine
《69 sixty nine》，日本作家村上龍的自傳小說。1987年8月由集英社出版，累積銷售超過一百萬本。
2004年改編為電影，獲得第47回藍絲帶賞日本十佳電影，并赴釜山國際電影節、鹿特丹影展參展。2006年在台北電影節首映即獲得極大好評，是觀眾好評必看的最佳青春電影。於2007年6月1日－6月14日台灣「69青春影展」再次放映。

## 故事大綱
越南戰爭和學生運動不斷的1969年，長崎高中的高三學生矢崎劍介（Ken）為了和老師作對以及吸引同班女生松井和子，計劃舉辦一場集搖滾演唱會、電影和演劇為一體的嘉年華。為此Ken集合一群好友半夜大鬧學校，引起記者報道和警察出面調查……

## 電影

### 得獎紀錄
- 第47回藍絲帶賞
  - 日本十佳电影
  - 提名：最佳導演（李相日）、最佳男主角（妻夫木聰）
- 第29回報知電影賞 最佳男主角（妻夫木聰）
- 第19回高崎電影節 最佳男配角（柴田恭兵）

### 主要演員
- 矢崎劍介（Ken）：妻夫木聰
- 山田正（yadama）：安藤政信
- 岩瀬学（iwase）：金井勇太
- 長山エミ：水川麻美
- 松井和子（lady jane）：太田莉菜
- 佐藤ユミ：三津谷葉子
- 工業の番長：新井浩文
- 阿爾法·羅密歐の女：井川遥
- 極道：村上淳
- 中村譲：星野源
- 大滝良：加瀨亮
- 福島清：与座嘉秋
- 成島五郎：三浦哲郁
- 増垣達夫：柄本佑
- 書記長：瀨山俊行
- 城串裕二：桐谷健太
- 相原先生：嶋田久作
- 川崎先生：豊原功補
- 吉岡先生：小日向文世
- Kenの母：原日出子
- Kenの父：柴田恭兵
- 松永先生：岸部一德
- 佐々木刑事：國村隼

### 製作人員
- 導演：李相日
- 編劇：宮藤官九郎
- 攝影：柴崎幸三
- 美術：種田陽平
- 錄音：柿澤潔
- 剪接：今井剛
- 副導演：武正晴
- 製作：東映，テレビ朝日，TOKYO FM，WOWOW，朝日放送，Horipro，S.D.P 朝日新聞社，長崎文化放送
- 發行：東映

### 主題歌
CHEMISTRY「いとしい人」 